# Ostracion cyanurus
Ostracion cyanurus là một loài cá biển thuộc chi Ostracion trong họ Cá nóc hòm. Loài này được mô tả lần đầu tiên vào năm 1828.

## Từ nguyên
Từ định danh cyanurus được ghép bởi hai âm tiết trong tiếng Hy Lạp cổ đại: kuáneos (κυάνεος; "xanh thẫm") và ourá (ουρά, "đuôi"), hàm ý đề cập đến vây đuôi màu xanh lam của loài cá này.

## Phân bố và môi trường sống
O. cyanurus có phân bố ở vùng biển bao quanh bán đảo Ả Rập, từ Biển Đỏ đến vịnh Ba Tư, phía nam đến đảo Socotra.
O. cyanurus sống ở những khu vực có nhiều san hô phát triển.

## Mô tả
Chiều dài cơ thể lớn nhất được ghi nhận ở O. cyanurus là 15 cm. Cá cái màu vàng, nhiều đốm đen phủ khắp cơ thể. Cá đực có lưng màu vàng, vùng thân còn lại màu xanh lam óng, các vệt ánh vàng nâu ở bên lườn; thân nhiều đốm đen (trừ lưng).

## Thương mại
O. cyanurus có thể được buôn bán trong ngành thương mại cá cảnh.